# Intelsat 510
O Intelsat 510 (anteriormente denominado de Intelsat VA F-10) foi um satélite de comunicação geoestacionário construído pela Ford Aerospace, ele esteve localizado na posição orbital de 174 graus de longitude leste e era de propriedade da Intelsat, empresa atualmente sediada em Luxemburgo. O satélite foi baseado na plataforma Intelsat-5 bus e sua expectativa de vida útil era de 9 anos. O mesmo foi desativado em julho de 1999.

## Lançamento
O satélite foi lançado com sucesso ao espaço no dia 22 de março de 1985, por meio de um veículo Atlas-Centaur G-D1AR, a partir da Estação da Força Aérea de Cabo Canaveral, na Flórida, EUA. Ele tinha uma massa de lançamento de 2.013 kg.

## Capacidade
O Intelsat 510 era equipado com 26 transponders de banda C e 6 de banda Ku para 15.000 circuitos de áudio e 2 canais de TV.